# Margot Ebert
Margot Elisabeth Ebert, född 8 juni 1926 i Magdeburg, död 26 juni 2009 i Berlin, var en tysk skådespelare, TV-programmledare, målare och författare som huvudsakligen var verksam i Östtyskland.
Ebert levde under ungdomsåren en tid i Hamburg. Hon fick en utbildning i dans, skådespel och sång. Sedan 1952 var hon aktiv för Östtyskland TV. Ebert var främst delaktig i komedier som "Der eingebildete Kranke" (1954, Den inbillade sjuke), "Guten Tag, lieber Tag" (1961), "Der Pantoffelheld" (1963), "Ein Hahn im Korb" (1978) och "Ferienheim Bergkristall" (1987). Året 1989 intevjuade hon personer i samband med TV-serien "Tierparkgeschichten". Ebert blev främst känd som TV-programmledare för "Zwischen Frühstück und Gänsebraten" tillsammans med Heinz Quermann. Programmet sändes mellan 1956 och 1991 under juldagen. Hon var mellan 1947 och 1994 gift med skådespelaren Wilfried Ortmann. Efter den tyska återföreningen var hon främst målare.
Ebert dog efter flera år med hälsoproblem i självmord.